# Associação Chapecoense de Futsal
L'Associação Chapecoense de Futsal è una squadra brasiliana di calcio a 5 fondata nel 2001, sezione della quasi omonima squadra di calcio.

## Rosa 2005
|    | Naz.       | Nome                            | Soprannome   | Ruolo     |
| -- | ---------- | ------------------------------- | ------------ | --------- |
| 1  | Brasiliana | Sidônio Campistanio de Oliveira | CARECA       | Portiere  |
| 3  | Brasiliana | Robson Evangelista Queiróz      | ROBSON       | Pivot     |
| 4  | Brasiliana | Fernando Amaral Hoffmann        | FERNANDO     | Difensore |
| 5  | Brasiliana | Gelson Luiz Girardi             | M. ALMEIDA   | Esterno   |
| 6  | Brasiliana | Eduardo dos Reis                | GRILO        | Esterno   |
| 7  | Brasiliana | Mithyuê de Linhares             | MITHYUÊ      | Esterno   |
| 8  | Brasiliana | Ricardo Amaral Hoffmann         | PICOLE'      | Esterno   |
| 9  | Brasiliana | Gustavo Guimarães Néri          | GUSTAVO NERI | Esterno   |
| 10 | Brasiliana | Vinícius Masina Baungarten      | ÍNDIO GAÚCHO | Pivot     |
| 11 | Brasiliana | Marcus Vinícius Souza           | MARQUINHO    | Pivot     |
| 12 | Brasiliana | Onir Rodrigues da Silva         | ONIR         | Portiere  |
| 13 | Brasiliana | Márcio Bica Coelho              | COELHO       | Esterno   |
| 14 | Brasiliana | Alexandre Farias                | ALEXANDRE    | Pivot     |
| 15 | Brasiliana | Sidney Lima de Araújo           | CIDINHO      | Esterno   |
| 16 | Brasiliana | Lucas Messala Gomes             | MESSALA      | Pivot     |
| 17 | Brasiliana | Emílson Leite                   | NINHO        | Portiere  |
| 18 | Brasiliana | Adolfo Carlos Wulf              | ADOLFO       | Difensore |
| 19 | Brasiliana | Marcel Paulo Ganzer             | MARCEL       | Difensore |

Allenatore:  Adão Valter Guimarães – CIGANO